# Incontinència afectiva
La incontinència afectiva o síndrome pseudobulbar, es defineix com la pèrdua de control cortical de les emocions que es caracteritza per episodis de plor o riure incontrolables i que es relaciona amb dany neurològic producte de malalties neurodegeneratives, traumatismes i accidents cerebrovasculars, entre altres condicions i patologies. També s'utilitzen altres termes per fer referència a la incontinència afectiva: incontinència emocional, afecte pseudobulbar, trastorn involuntari de l'expressió emocional, síndrome d'incontinència emocional, afecció pseudobulbar, «desordre d'expressió emocional involuntària » i riure i plor patològics.

## Característiques
La incontinència afectiva es caracteritza per episodis breus de riure o plorar incontrolables i intensos, desencadenats per «estímuls trivials o neutres» -encara que també poden ocórrer sense que hi hagi un «desencadenant distingible» - que poden ser incongruents o independents de l'estat de ànim. Friedman i Chou (2007) assenyalen que els pacients amb incontinència afectiva poden gesticular o mostrar plor o riure patològics.
Per la seva banda, Ahmed i Simmons (2013) afirmen que altres persones perceben que tals episodis no són provocats, són desproporcionats o que estan «desconnectats del context circumstancial». El plor pot ocórrer en situacions tristes o commovedores, però que en el passat no causarien tal resposta emocional per part del pacient. El riure incontrolable succeeix en situacions mitjanament gracioses que, en circumstàncies normals, haurien resultat en una «riure ofegada». Els autors també indiquen que el plor és una manifestació més comuna que el riure.
Per tornar a les seves activitats normals, l'individu ha d'esperar de segons a minuts a que finalitzi l'episodi. D'acord amb Rosen i Cummings (2007), Poeck (1969) va agrupar les característiques de l'afecte pseudobulbar en quatre criteris. Primerament, «els episodis són inadequats per a la situació» i són precipitats per estímuls no específics. En segon lloc, no hi ha una propera relació entre l'expressió facial i l'estat d'ànim. Tercer, aquests episodis són «relativament estereotipats» i és difícil per als pacients controlar el seu abast i durada. Finalment, «no hi ha canvis episòdics de l'ànim corresponents amb els episodis» i no comporten una sensació d'alleujament en la persona. No obstant això, els autors discrepen amb aquests criteris quant a que els episodis no tenen precipitants específics, doncs, assenyalen,comunament aquest no és el cas i, per exemple, els episodis de plor poden ser producte de «escenes commovedores» o emotives.

## Etiologia
Rosen i Cummings (2007) afirmen que, probablement, la incontinència afectiva és més freqüent en pacients amb esclerosi lateral amiotròfica (ELA), on s'estima una prevalença de fins al 50%. A l'ELA li segueixen la esclerosi múltiple i els trastorns parkinsonians atípics. També es pot presentar com a resultat d'un traumatisme cranioencefàlic o de lesió cerebral focal producte d'un tumor cerebral o accident cerebrovascular. Per la seva banda, Ahmed i Simmons (2013) aclareixen que les estimacions de prevalença en diversos trastorns neurològics és alta -varia de el 5% a més de l'50% -, depenent d'alguns factors com els criteris diagnòstics o els pacients estudiats.
Alguns estudis suggereixen una prevalença de per vida d'incontinència afectiva del 10% en pacients amb esclerosi múltiple. No obstant això, s'associa a etapes avançades de la malaltia, algunes vegades descrita com una de les «condicions clàssiques» en què ocorre la incontinència. Així mateix, l'afecte pseudobulbar també es presenta a la malaltia d'Alzheimer, amb una prevalença que varia del 10 al 74%. Budson i Solomon (2016) aclareixen que s'observa en la majoria de les demències. En el cas del accident vascular cerebral, Paulsen i Nehl (2005) reporten que la incontinència emocional s'observa en entre el 11 i el 35% i que s'associa a dany en el lòbul frontal, el pont troncoencefálico i la medul·la.
Per la seva banda, amb relació al traumatisme cranioencefàlic, un estudi de 301 casos reportar una prevalença de el 5%. Schiffer i Pope (2005) afirmen que la incontinència passa més comunament en les lesions més greus. Dark, McGrath i Ron (1996) també noten que és possible observar riure i plor com a part d'una convulsió epilèptica. Igualment, l'afecte pseudobulbar es pot presentar a la malaltia de Parkinson, malaltia de Wilson, paràlisi pseudobulbar sifilítica i algunes encefalitis. Schiffer i Pope (2005) afegeixen les condicions associades amb l'epilèpsia gelástica i dacrística, mielinolisis central pontina, atròfia olivopontocerebelar, lipidosis i exposició a químics, com el òxid nítric i insecticides.

## Fisiopatologia
La fisiopatologia d'aquesta condició no s'ha comprès de el tot. No obstant això, s'ha plantejat la hipòtesi -hipòtesi de «desinhibició» o «fenomen d'alliberament» - que l'afecte pseudobulbar és resultat de la pèrdua de «inhibició voluntària de què es presumeix és un centre per a la rialla i el plor localitzat en el tronc de l'encèfal ». En aquest sentit, el centre seria capaç de controlar les funcions «faciorespiratorias» del riure i el plor. Aquests últims dos són desencadenats per dues vies neuroanatòmiques diferents. Una via, sense identificar, arriba a el tronc i es relaciona amb els desencadenants involuntaris dels «patrons faciorespiratoris» del riure i el plor. L'altra, que va de la escorça motora a centre, implica el control voluntari d'aquestes «accions faciorespiratories».
Per tant, d'acord amb aquesta hipòtesi, l'afecte pseudobulbar està ocasionat per lesions en les via voluntària o «per qualsevol estat que causi un exercici imperfecte d'aquest control». També es creu que podria aquest fenomen podria estar relacionat amb lesions al cerebel. En aquest sentit, el dany cerebelar causaria que el mecanisme inhibitori de les cèl·lules de Golgi -que, en aquesta hipòtesi, estableixen un llindar que prevé que els «estímuls de baix nivell» produeixin respostes de riure o plor- es vegi alterat i, per tant, es redueixi el llindar. D'altra banda, també es considera que els neurotransmissors i neuromoduladors -especialment la serotonina i el glutamat - podrien estar involucrats en la fisiopatologia.

## Diagnòstic
Pel comú, l'afecte pseudobulbar es detecta per mitjà de la entrevista clínica. En algunes ocasions també s'identifica a través de l'observació directa del pacient si es presenta un episodi durant l'examen. També es pot avaluar amb diverses escales com l'escala de labilitat de el Centre d'Estudis Neurològics (CNS-LS, per les seves sigles en anglès) -Qüestionari de set ítems autoaplicat que pregunta sobre el control del riure i el plor- o l'escala PLACS -un instrument administrat per un entrevistador que consisteix en 18 preguntes sobre episodis sobtats de plor i riure-.

### Diagnòstic diferencial
La incontinència afectiva es pot confondre amb la depressió. No obstant això, la distinció entre les dues condicions es pot realitzar mitjançant diverses característiques. La durada dels episodis d'incontinència és més curta en comparació amb la depressió. D'altra banda, la resposta emocional exagerada i incongruent amb l'estat d'ànim no es presenta a la depressió. Igualment, els símptomes neurovegetatius de la depressió no es mostren en l'afecte pseudobulbar. També s'ha de distingir entre aquest fenomen i el trastorn bipolar, els efectes induïts per drogues, l'esquizofrènia i l'epilèpsia.

## Tractament
D'acord amb Ahmed i Simmons (2013), el tractament busca disminuir la severitat i freqüència dels episodis. Per aconseguir-ho s'utilitzen diversos fàrmacs, principalment enfocats a l'àcid glutàmic, noradrenalina o serotonina per mitjà d'antidepressius tricíclics -segons Dark, McGrath i Ron (1996), diversos estudis han demostrat el valor d'aquests fàrmacs en la incontinència per accident cerebrovascular - i inhibidors selectius de la recaptació de serotonina. Regularment, la resposta als antidepressius arriba uns dies després de l'inici del tractament. Específicament, en diversos estudis s'han emprat la sertralina, la fluoxetina, el citalopram, la nortriptilina, la amitriptilina, la fluvoxamina i la paroxetina. Un altre tractament és la combinació de dextrometorfan i quinidina que sembla actuar mitjançant efectes en diversos receptors, com els NMDA i sigma-1.